# 十点钟开始
《十点钟开始》是一著名的对口相声，又名《今晚九点钟开始》、《今晚七点钟开始》，何迟创作。一个光说不干的空想家信口开河、夸夸其谈，信誓旦旦地要从今晚七点钟开始努力，先是妄想能在最短的时间内成为科学家，而后又变成军事家，最后又改为文学艺术家，每次改变决心时都会立下“要是不能实现这个理想，我就不是祖国的好儿女啦，我就不配叫中华人民共和国的公民”的豪言壮语，而每次誓言过后又会发出“你看我行吗”的疑问，令旁观者心生厌恶却又无可奈何。结果时间已逝，只好将今晚七点钟开始的计划无限期推迟。作品塑造了一个口若悬河、胸无点墨、口是心非的空想家形象，是许多人常有的富于幻想又缺乏实干精神的生动写照，具有强烈的现实主义色彩。演员可以根据自己登台的时间更改曲目名称，如刘宝瑞一般在晚上九点钟左右上台，所以他表演的版本就叫《今晚九点钟开始》。发表于《北京文艺》1956年第7期。马三立、张庆森，刘宝瑞、郭全宝表演。